# Cuenca sedimentaria del Paraná

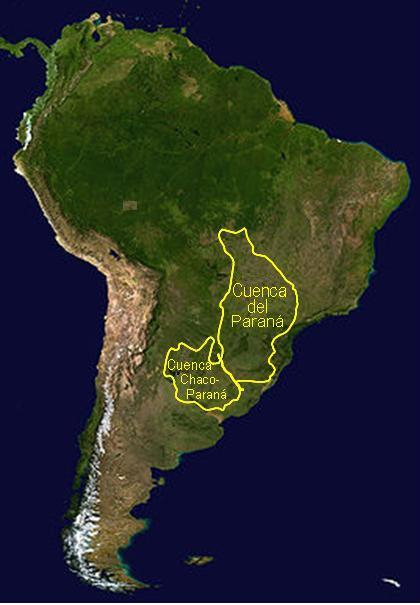
Área de presencia de la Cuenca del Paraná, en América del Sur.

La Cuenca sedimentaria del Paraná, o simplemente Cuenca del Paraná, es una amplia cuenca sedimentaria situada en el área centro-este de América del Sur. Su área cubre principalmente el centro-sur de Brasil, desde el estado del Mato Grosso hasta el estado de Río Grande del Sur, donde se encuentra el 75% de su superficie. Además de Brasil, también se extiende por el nordeste de Argentina y por la región este de Paraguay y el norte de Uruguay. Es una depresión ovalada, con el eje mayor orientado de norte a sur, y posee un área de cerca de 1,5 millones de km².
Se originó durante parte de las eras Paleozoica y Mesozoica y su registro estratigráfico abarca un intervalo de tiempo de 460 a 65 millones de años atrás (del Ordovícico al Cretáceo). Su espesor máximo, superior a los 7000 m en su región central, está constituido por rocas sedimentarias e ígneas y es rica en restos fósiles de animales y vegetales.
Es una típica cuenca flexural de interior cratónico aunque durante en el Paleozoico fuese un golfo abierto hacia el sudoeste perteneciente al entonces océano Panthalassa. La génesis de la cuenca está unida a la relación de convergencia entre el margen sudoeste del antiguo supercontinente Gondwana, formado por los actuales continentes de América del Sur, África, Antártida y Australia, además de India y la litósfera oceánica del Panthalassa, ubicando la cuenca en el Paleozoico.

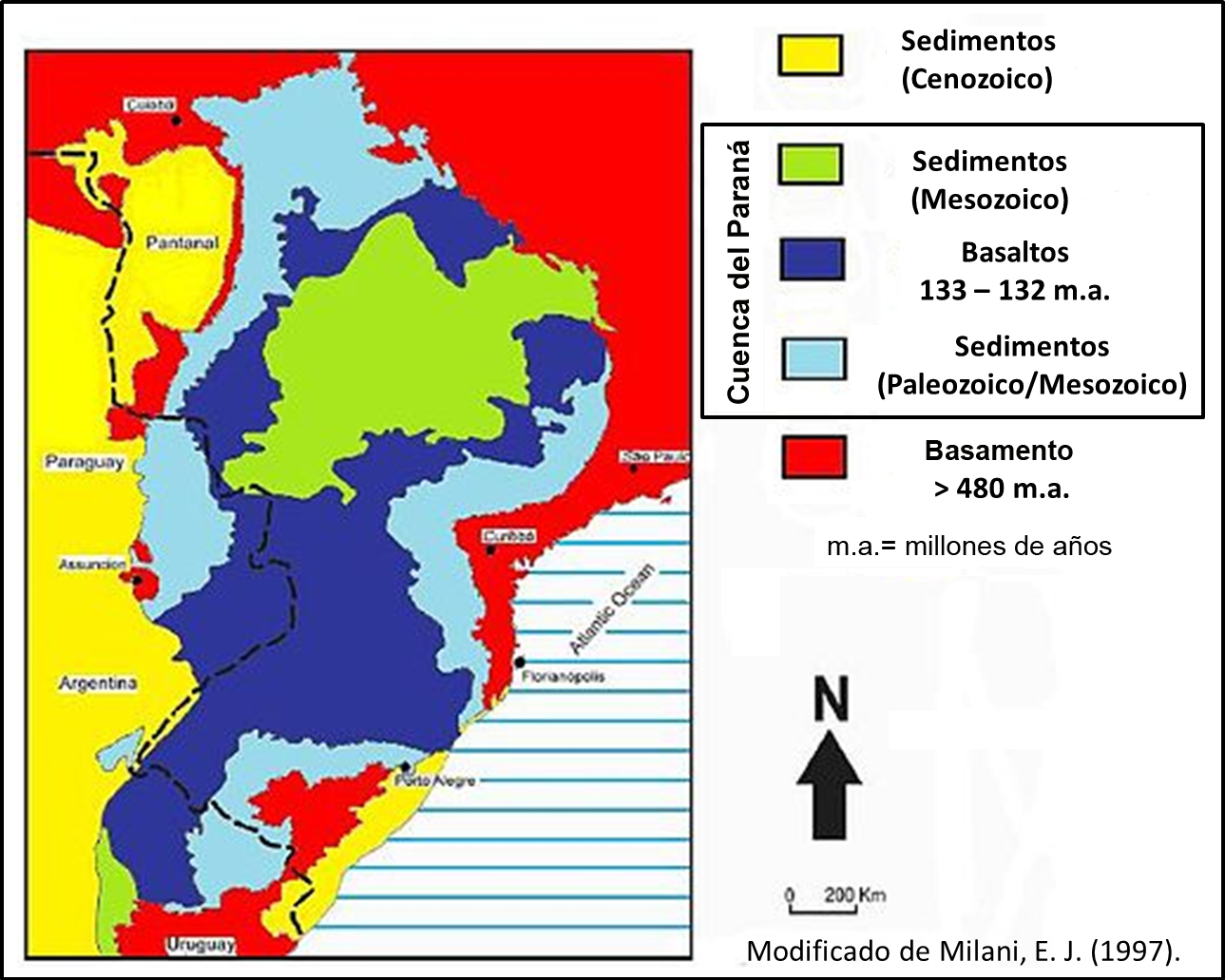
Mapa geológico simplificado de la Cuenca del Paraná (modificado por Milani, 1997).

El nombre "Cuenca del Paraná" deriva del río Paraná, que corre por su eje central de norte a sur. La cuenca hidrográfica del río Paraná está casi completamente contenida en la cuenca sedimentaria y posee un enorme potencial hidroeléctrico, debido al gran volumen de agua, tanto del río Paraná como de diversos afluentes, aliado al terreno accidentado de la cuenca.
Los principales recursos naturales extraídos en la Cuenca del Paraná son el carbón mineral, el agua subterránea, la pizarra bituminosa, los materiales para la construcción civil y la industria minera. Otros recursos encontrados en la Cuenca del Paraná son el uranio y el gas natural, ambos con yacimientos exclusivos para su explotación.

## Primeros estudios

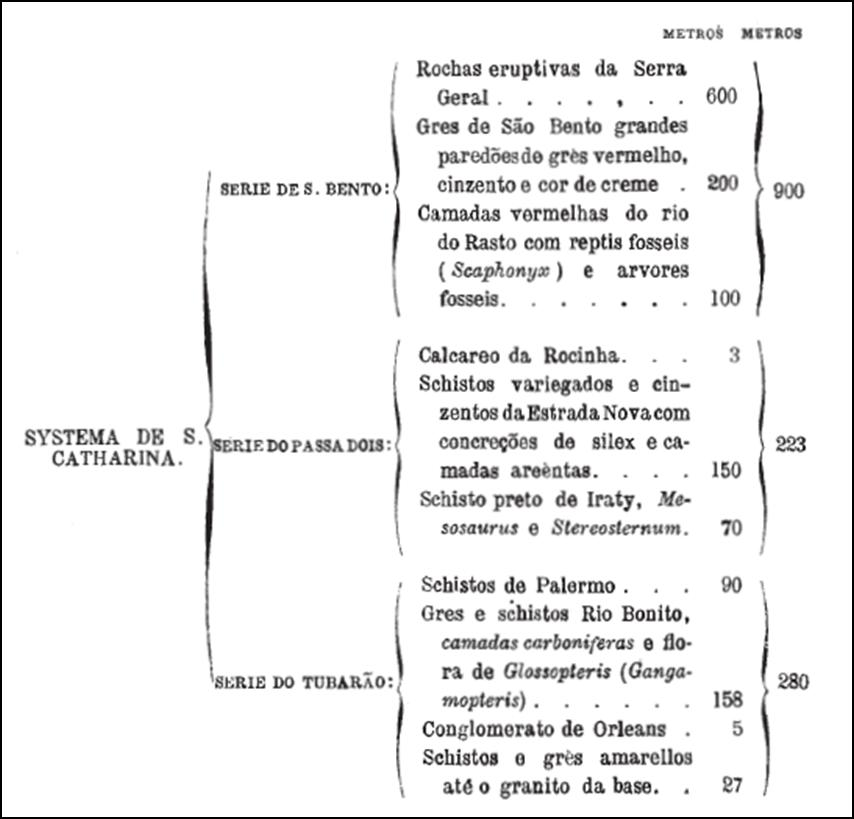
Columna estratigráfica de la Cuenca del Paraná en Santa Catarina, conforme White (1908).

Los primeros estudios sobre la cuenca fueron publicados en la primera mitad del siglo XIX, durante el Imperio brasileño. Se trata principalmente de estudios sobre el carbón mineral. Entre 1875 y 1877, las rocas de la Cuenca del Paraná fueron estudiadas por la Comisión Geológica del Imperio de Brasil. Esta comisión fue constituida por el emperador Pedro II y coordinada por el geólogo canadiense Charles Frederick Hartt. El enfoque preliminar de la comisión fue el estudio de la geología, la paleontología y las minas brasileñas. Los trabajos básicos más importantes de esta fase inicial están representados por las publicaciones de Orville Derby, en 1879 y 1883.
A comienzos del siglo XX, el gobierno brasileño creó la Comisión de Estudios de las Minas de Carbón de Piedra de Brasil, para conocer mejor el potencial del carbón mineral nacional que, hasta aquel momento, había sido explotado de forma independiente en el sur de Brasil. Para ello contrataron al  geólogo Israel Charles White para cubrir el cargo de jefe de la referida comisión, quién hasta entonces se desempeñaba como geólogo en jefe del West Virginia Geological and Economic Survey, en los Estados Unidos de América y era especialista en carbón mineral. Este trabajo, desarrollado entre los años 1904 y 1906, dio como resultado una gran cantidad de datos sobre los carbones, especialmente los de Santa Catarina, y sobre la estratigrafía y la paleontología de la Cuenca del Paraná. Los trabajos culminaron con la publicación, en 1908, del informe final de la comisión, hoy conocido como Informe White, y que fue un gran marco para el conocimiento de la geología de la Cuenca del Paraná.
Por otro lado, el trabajo de White documenta un gran contenido científico en el campo de la Paleontología: el reconocimiento de la presencia de restos fósiles de Mesosaurus brasiliensis en estratos pérmicos del "Schisto negro de Iraty". White también correlacionó y propuso la equivalencia de las diversas unidades estratigráficas y de contenido fosilífero de la Cuenca del Paraná con la Cuenca del Karoo, en África del Sur, conocida como la región de Gondwana en India:

Es muy probable que sea acertada la hipótesis que admite que los continentes meridionales, deben haber estado unidos, durante los periodos Pérmico y Triásico, mediante una gran porción de tierras, ahora sumergidas, que Suess denominó como "Tierra Gondwana".
White (1908)

### La Cuenca del Paraná y la teoría de la deriva continental

Distribución geográfica de los fósiles gondwánicos (clic para ampliar y ver más detalles).

Durante el siglo XIX y principios del siglo XX, fueron encontrados e identificados innumerables fósiles en la Cuenca del Paraná, tanto de animales que vivieron en ambiente terrestre o marino como de vegetales continentales que también fueron encontrados en los otros continentes del hemisferio sur, además de India, como por ejemplo, y principalmente, los reptiles mesosaúridos y la flora de Glossopteris. Estos descubrimientos tuvieron un papel importante en el desarrollo de la teoría de la deriva continental, teoría precursora de la actual tectónica de placas. La teoría de la deriva continental fue presentada por el geólogo y meteorólogo alemán Alfred Wegener en 1915, con la publicación de su obra clásica: El origen de los continentes y océanos (Die Entstehung der Kontinente und Ozeane). Wegener afirmaba que los continentes, hoy separados por océanos, estuvieron juntos en una única masa de tierra (denominada por él Pangaea (del griego "toda la Tierra"), del Carbonífero superior (hace cerca de 300 millones de años) al Jurásico superior (hace cerca de 150 millones de años) cuando Laurasia (actuales América del Norte y Eurasia) se separaron de Gondwana, que después también se dividió en el Cretácico inferior.
Dos geólogos, que trabajaron a ambos lados del Atlántico sur, realizaron una importante contribución en la defensa de la teoría de la deriva continental en la primera mitad del siglo XX. Uno fue el geólogo sudafricano Alexander Du Toit, quién además de ser uno de los primeros defensores de las teorías de Wegener, publicó diversos trabajos referentes al asunto. Y el otro fue el geólogo alemán, radicado en Curitiba, Paraná, Reinhard Maack, que además de su tesis de doctorado sobre el tema, defendida en la Universidad de Bonn, publicó innumerables trabajos sobre el asunto, e inclusive fue premiado por la UNESCO, órgano de la ONU, por su defensa de la teoría de la deriva continental.

#### Mesosaurus brasiliensis

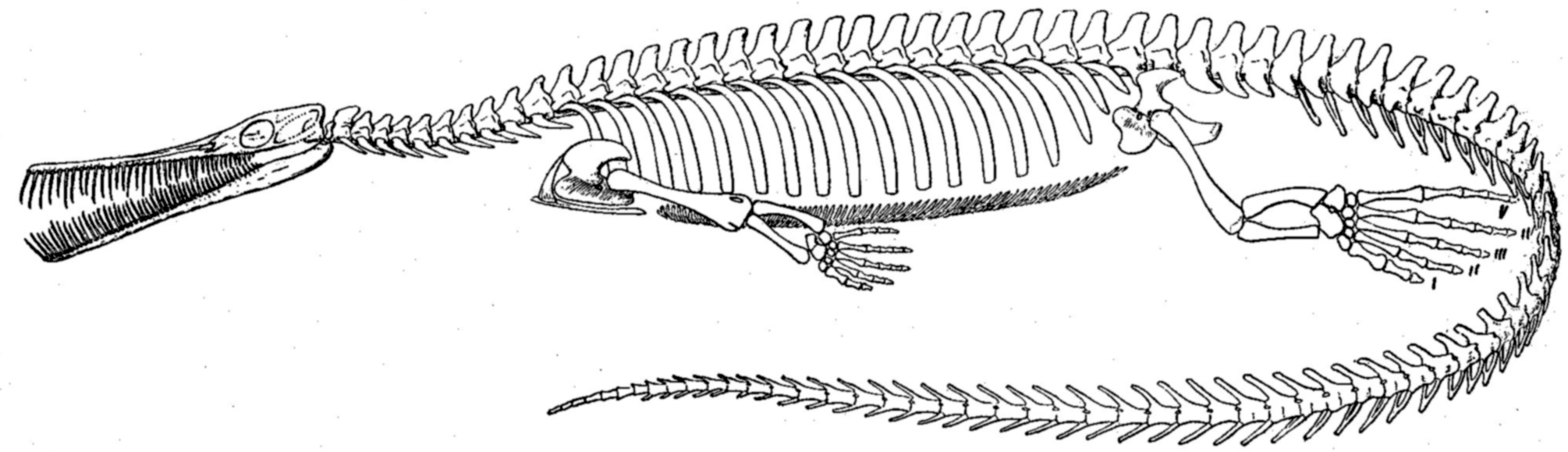
Esqueleto de Mesosaurus brasiliensis. Diseño original de Mac Gregor (1908).

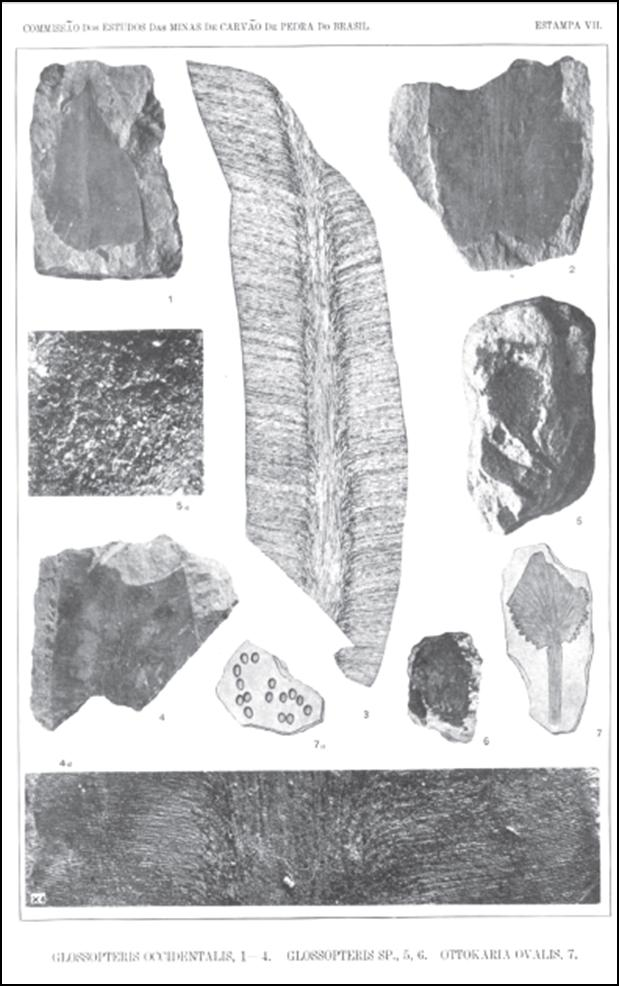
Ejemplares fósiles de la flora y de los carbones de la Cuenca del Paraná, David White (1908).

El Mesosaurus brasiliensis (lagarto brasileño intermedio) era un pequeño reptil acuático de la familia Mesosauridae que vivía en aguas costeras marinas poco profundas. Poseía un cuerpo largo y delgado y una cola alargada, y medía cerca de un metro de longitud en estado adulto. Fue descrito y catalogado por primera vez en 1908 por John MacGregor, un eminente paleontólogo americano de la Universidad de Columbia en Nueva York, cuando realizó estudios de los fósiles encontrados en las pizarras de la formación Irati, recogidos por Israel White en afloramientos próximos a las estaciones ferroviarias de Irati y André Rebouças, en la región central del estado de Paraná.
Esos reptiles aparecieron hace cerca de 290 millones de años, durante el período Carbonífero, con su auge en el período Pérmico. Algunos fósiles indican que los últimos remanentes de ese linaje sobrevivieron hasta inicios del Triásico, hace cerca de 230 millones de años. El primer ejemplar de mesosauro fue registrado en el sur de África por Paul Gervais en 1864, y lo denominó como Mesosaurus tenuidens. Y en Brasil, el primer ejemplar de la familia Mesosauridae fue descrito por el paleontólogo americano Edward Drinker Cope (1885), que lo denominó Stereoternum tumidum. La presencia de una misma familia de pequeños reptiles en los dos lados del Atlántico fue luego registrada por diversos geólogos y paleontólogos como uno de los más fuertes argumentos a favor de la teoría de la deriva continental.

#### Flora deGlossopteris
Glossopteris es considerado un fósil guía mundial para las secuencias gondwánicas. Esta flora es el principal contenido fosilífero de los carbones pérmicos encontrados en el sur de Brasil y Uruguay. El primer trabajo que registra la presencia de horizontes megaflorísticos asociados a las capas de carbón dentro de un enfoque paleogeográfico y paleoclimático, en la Cuenca del Paraná, fue el estudio realizado por el geólogo y paleobotánico americano David White en muestras de carbón recogidas por Israel White, y publicado en el Informe White.
El estudio de White permitió una extensa correlación intragodwánica entre los depósitos de carbones pérmicos del sur de Brasil y aquellos registrados en la Cuenca del Karoo, África del Sur, Australia, India y Antártida, demostrando inclusive que esta última antes se ubicaba en paleolatitudes menos próximas al polo sur de lo que se encuentra actualmente, permitiendo la presencia de una extensa flora.
El término original para designar el supercontinente que habría existido en el sur, Gondwanaland, fue acuñado por el geólogo británico Eduard Suess en 1861, en referencia a la región de Gondwana, en la India, donde fueron encontrados por primera vez fósiles de esta flora.

## Estratigrafía

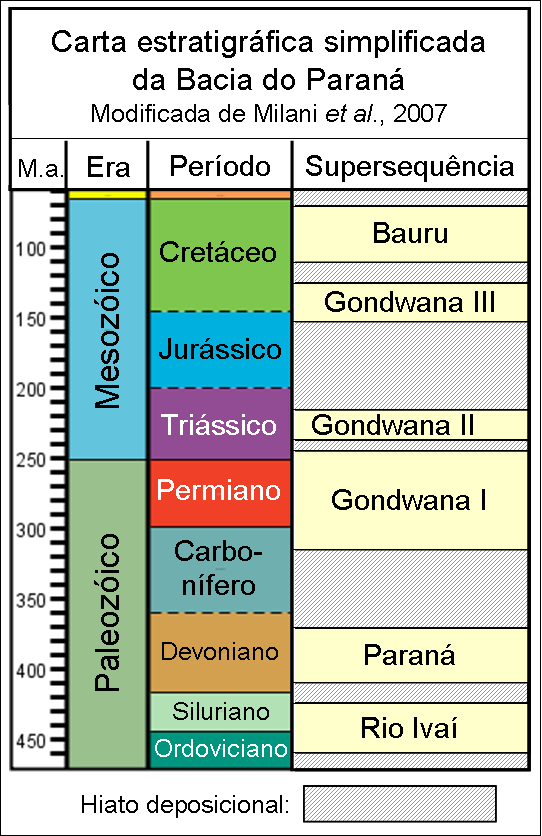
Columna estratigráfica simplificada de la Cuenca del Paraná (M.a.: millones de años).

La columna sedimentaria de la Cuenca del Paraná fue subdividida por Milani (1997) en seis unidades alostratigráficas de segundo orden o supersecuencias, según la clasificación de Vail et. al. (1977) esto es, separadas por espacios significativos, como se ve en la figura de la columna estratigráfica. Estas unidades, descritas a continuación, definen el marco estratigráfico de la cuenca y son separadas por importantes hiatos deposicionales, causados por eventos erosivos.
Supersecuencia Río Ivaí: La supersecuencia más basal, de edad Neo-Ordovícica a Eo-Silúrico, posee tres formaciones: la más antigua, denominada Formación Alto Garzas, está constituida principalmente por areniscas cuarzosas de finas a gruesas, poco feldespáticas y poseen un espesor máximo de 300 m. Luego se localiza la Formación Iapó que registra depósitos relacionados con la glaciación ordovícica, que afectó a grandes porciones de Gondwana, formada básicamente por diamictitos. Por encima de los diamictitos se encuentra la Formación Villa Maria, una espesa capa arcillosa con abundante contenido fósil de graptolites, trilobites, braquiópodos y quitinozoarios.
Supersecuencia Paraná: De edad Devoniana, presenta una espesor máximo en torno a los 800 m y es representada por dos formaciones: Furnas y Ponta Grossa. La Formación Furnas está constituida por areniscas cuarzosas blancas, caolínicas, de granulometría mediana a gruesa, de geometría tabular y que exhiben estratificaciones cruzadas de diversas naturalezas y tipos. En la cima de la Supersecuencia Paraná se encuentra la Formación Ponta Grossa, una sección predominantemente arcillosa y que además de ser rica en macrofósiles es una de las potenciales generadoras de petróleo de la cuenca. Entre los fósiles de animales encontrados en esta formación predominan los invertebrados marinos como braquiópodos, trilobites, bivalvos, gastrópodos, anélidos y equinodermos.

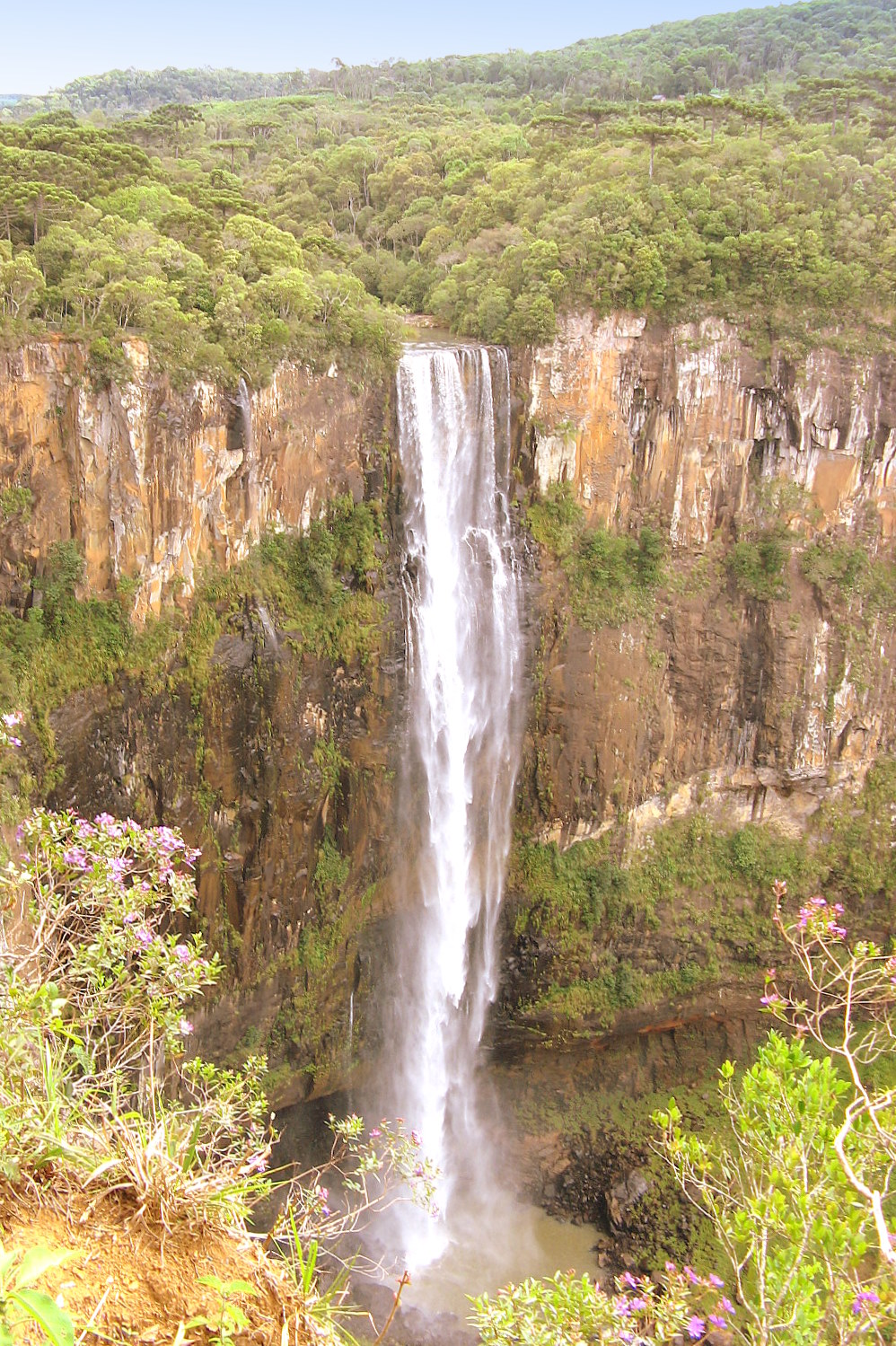
Afloramiento de basaltos de la Formación Sierra General en el Salto São Francisco, la mayor caída de agua de la región sur de Brasil.

Supersecuencia Gondwana I: Depositada desde el Carbonífero superior al Triásico inferior, posee dos características importantes:
- Su porción basal es un registro sorprendente de la gran glaciación gondwánica, cuyo pico ocurrió en el Misisipiano (Carbonífero inferior), conocida como glaciación Karoo. La desglaciación, del Westfaliano (Carbonífero superior) hasta el Pérmico inferior, generó extensos depósitos glaciales. Estos depósitos están constituidos principalmente por arenisca, diamictitos, conglomerados y rocas arcillosas y se ubican en el Grupo Itararé. Son comunes facies típicas de ambiente glaciar, como por ejemplo las varvas.[1] Así mismo debido a la fuerte acción del hielo, el Grupo Itararé es rico en arenisca, especialmente en la porción centro-norte de la cuenca, donde radica hasta el 80% de la columna sedimentaria.[28]
- El declive de las condiciones glaciales, en el Pérmico medio, posibilitó la aparición de la flora de Glossopteris, en la Formación Río Bonito, y de los extensos depósitos de carbones que son extraídos tanto en América del Sur como en África del Sur.[1]

Seguido a esto ocurre una transgresión marina y la deposición de esquistos, siltitos y areniscas depositados en el ambiente de la plataforma marina baja de la Formación Palermo. Ya en el Pérmico superior, se encuentra la Formación Irati, representada por esquistos bituminosos y calizas, depositados en un ambiente marino restringido. La Formación Irati también es una potencial generadora de petróleo y es mundialmente famosa por contener fósiles de los reptiles Mesosaurus brasilienesis y Stereosternum tumidum, que permitió la correlación de la misma con la Formación Whitehill, de la Cuenca Karoo en África del Sur, sosteniendo así la hipótesis de la deriva continental. El techo de esta secuencia marca el fin de la fase marina de la Cuenca, también con la deposición de la Formación Sierra Alta y el inicio de la continentalización de la misma, con la deposición de las formaciones Teresina, Río del Rastro y Sanga del Cabral.
Supersecuencia Gondwana II: De edad triásica, es formada por los depósitos fluviales y lacustres de las formaciones Santa Maria y Caturrita. Su presencia está restringida al estado de Rio Grande do Sul y a la región norte del Uruguay. La Formación Santa Maria está compuesta básicamente por lutitas rojas. En esta supersecuencia se encuentra uno de los más importantes «bosques petrificados» del planeta, además de fósiles de una importante fauna de dinosaurios y otros grupos de reptiles y de mamíferos terrestres, correlacionables con los de Argentina y África del Sur.
Supersecuencia Gondwana III: Esta supersecuencia, depositada durante el Jurásico superior y el Cretáceo superior, marca la presencia de dos eventos de gran importancia. Su porción basal muestra una gran desertificación del continente Gondwana en ese momento, el "desierto Botucatu", semejante al desierto del Sahara, con área superior al millón de km². Los extensos campos de dunas formaron los espesos estratos de arenisca fina a mediados de la Formación Botucatu y que hoy constituye el importante Acuífero Guaraní.

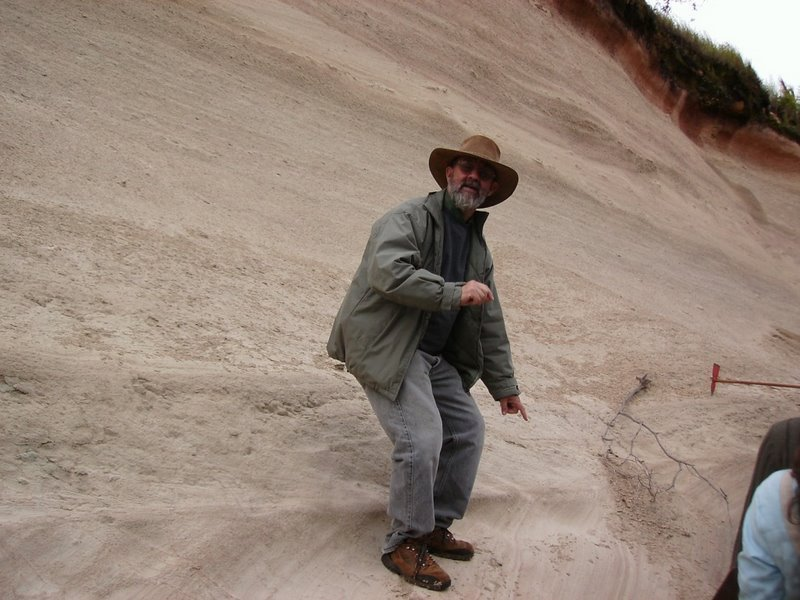
Afloramiento de areniscas eólicas de la Formación Botucatu.

Cubriendo esta arenisca ocurrió el evento ígneo de la Formación Sierra Geral, en el inicio del Cretáceo, entre 137 y 127 millones de años atrás y que está asociado al proceso de ruptura de Gondwana y a la formación del Atlántico sur. Este evento resultó en la formación de una espesa sucesión volcánica, formada principalmente por basaltos y rocas intrusivas asociadas, siendo una de las mayores extrusiones ígneas del planeta con un área superior al millón de km² y con espesores de más de 2000m. Estos basaltos se extienden en el continente africano, en la Cuenca de Etendeka, en Namibia y Angola.
Supersecuencia Bauru: Esta supersecuencia cretácica, ocurre en la porción centro-norte de la cuenca, en los estados de Minas Gerais, São Paulo, Paraná, Mato Grosso del Sur, Goiás y Mato Grosso, así como en el nordeste de Paraguay. Está constituida por depósitos de arenisca y conglomerados de los grupos Bauru y Caiuá, que fueron depositados en el ambiente continental semiárido o desértico, en el llamado desierto de Caiuá. Las rocas de esta supersecuencia son ricas en fósiles, inclusive de dinosaurios. Hasta el momento ya fueron encontrados restos fósiles de cuatro especies de dinosaurios de gran porte, del grupo de los saurópodos, incluyendo el Maxakalisaurus topai, el mayor dinosaurio montado en Brasil.

## Recursos naturales
La Cuenca del Paraná posee extensas acumulaciones de recursos naturales que son explotados desde los tiempos del Brasil Colonial:

### Agua subterránea
Un importante recurso natural presente en la cuenca es el agua subterránea del Acuífero Guaraní, que constituye uno de los mayores acuíferos del mundo y es la mayor reserva subterránea de agua de América del Sur. El acuífero posee un área de presencia de cerca de 1,2 millones de km², un volumen de aproximadamente 46 mil km³, espesores que varían de cero a 800m y una profundidad máxima de alrededor de 1800 metros. Cerca del 70% del acuífero se encuentra en Brasil y el resto está localizado en Argentina, Paraguay y Uruguay. El Acuífero Guaraní está formado principalmente por rocas arenosas de edad Triásica a Jurásica de las formaciones Pirambóia, Rosário del Sur y Botucatu, en Brasil, Misiones, en el Paraguay, Buena Vista, en el Uruguay y Tacuarembó, en el Uruguay y en la Argentina. Está recubierto por espesas camadas de basaltos de la Formación Sierra Geral, confinado en un 90% de su área total. La extracción de agua es mayor en Brasil, que es utilizada para los más diversos fines, como por ejemplo, abastecimiento público, estancias termales e Irrigación. En los otros países el principal uso es destinado a estancias termales.

### Recursos energéticos
Arenitas asfálticas: Existen varias zonas donde se encuentra arenisca asfáltica aflorante en la Cuenca del Paraná. Las principales acumulaciones son localizadas en las proximidades de la ciudad de Anhembi, en el Estado de São Paulo, sobre el borde este de la Cuenca. La mayor de estas acumulaciones se encuentra en la Hacienda Betumita, con un volumen estimado de 5,7 millones de barriles de aceite. Los depósitos se concentran en arenisca de la Formación Pirambóia, del Triásico y corresponden a probables reservas de petróleo exhumados, debido al levantamiento y erosión del borde este de la Cuenca.
Carbón: Desde el siglo XIX el carbón mineral es explorado en la Cuenca del Paraná, en Brasil y en Uruguay y existe intercalado entre la arenisca y esquistos de la Formación Río Bonito. Los recursos identificados de carbón en Brasil sobrepasan los 32 billones de toneladas y son localizados en los estados de Río Grande del Sur y Santa Catarina y subsidiariamente, en el Paraná y São Paulo. Los yacimientos brasileños de mayor importancia son ocho: Sul-Catarinense (SC), Santa Terezinha, Chico Lomã, Charqueadas, Leão, Iruí, Capané y Candiota (RS), siendo este último el mayor yacimiento.
Yacimientos betuminosos: Desde 1972 Petrobras opera una planta industrial para extraer petróleo de pizarras bituminosas de la Formación Irati. El Proceso Petrosix, una patente de Petrobras, fue completamente desarrollado por la compañía y obtiene aceite, gas y azufre y es concluido con la recuperación del área afectada por la minería y la reconstitución de la fauna y flora nativas. En la cantera hay abundantes fragmentos fósiles de crustáceos y de la fauna típica de Mesosaurus brasiliensis. Existen dos camadas de pizarra rica en aceite con niveles medios del orden del 9,1 % para la camada inferior y del 6,4 % para la camada superior respectivamente. Las reservas estimadas alcanzan los 700 millones de barriles de aceite, nueve millones de toneladas de gas licuado (GLP), 25 billones de metros cúbicos de gas y 18 millones de toneladas de azufre.
Gas de carbón: La extracción de gas metano contenido dentro de las capas de carbón (Coalbed Methane) se realiza comercialmente en los Estados Unidos y en Canadá. Las camadas de carbón de la Formación Río Bonito son potencialmente productoras de gas metano. Estudios realizados en el yacimiento Santa Terezinha, localizado en la región nordeste de Río Grande del Sur y situadas a profundidades de entre 400 y 1000m, indican reservas de gas cercanos a los 5,5 billones de metros cúbicos.
Gas natural: En 1996 Petrobras hizo el primer y, hasta el momento, único descubrimiento de gas natural comercial en la cuenca en el Campo de Barra Bonita, en el municipio de Pitanga, (Estado de Paraná). El yacimiento posee cerca de 10 km² y se encuentra a una profundidad media de 3 500m, en arenisca fluvial y deltaica de la Formación Campo Mourão, Grupo Itararé, perteneciente a la era permo-carbonífera.
Potencial hidroeléctrico: El levantamiento del margen oriental de la Cuenca del Paraná generó un relieve bastante accidentado en la misma. Este hecho, aliado al gran volumen de agua, tanto del Río Paraná como de diversos afluentes, creó un enorme potencial hidroeléctrico que es usado por Brasil, Paraguay y Argentina. Actualmente existen dieciocho centrales hidroeléctricas asentadas sobre las rocas de la Cuenca del Paraná con una potencia instalada superior a los 1 000 MW. Las principales son las usinas hidroeléctricas de Itaipú, la mayor central del mundo en capacidad de generación de energía eléctrica, con una potencia instalada de 14 000 MW, Isla Soltera y Yacyretá, ambas con más de 3 000 MW de capacidad instalada.
Potencial petrolífero: La Cuenca del Paraná ha sido objetivo de campañas exploratorias cíclicas durante más de un siglo, intercalando períodos cortos de mayor actividad con largos períodos de baja actividad exploratoria. El potencial petrolífero de la Cuenca del Paraná tampoco fue totalmente explorado, con una media de un pozo perforado cada 10 000 km² en la porción brasileña de la cuenca, principalmente debido al gran espesor de basaltos, que no solo torna la perforación de pozos extremamente costosa sino que también perjudica la calidad de los estudios sísmicos, esenciales para la encuesta de hidrocarburos. Desde finales del siglo XIX existe interés en la prospección de petróleo en la cuenca, cuando fueron identificadas frecuencias de arenisca asfáltica en el flanco este de la misma. Entre 1892 y 1897 fue perforado el primer pozo para explotación de petróleo en Brasil, en la localidad de Bofete, en São Paulo. No obstante, solamente fue encontrada agua sulfurosa. Hasta el momento solamente fueron encontrados en la Cuenca yacimientos de aceites no comerciales.
Hasta el presente, fueron identificadas dos formaciones con potencial generador convencional de Hidrocarburos: las pizarras negras de la Formación Ponta Grossa, de edad Devoniana, con concentraciones de materia orgánica del 1,5 al 2,5 % y picos de hasta 4,6 % y potencial generador de 6 kg HC/ton roca y los esquistos negros de la Formación Irati, del Pérmico superior, con concentraciones de materia orgánica del 1 al 13 % y picos de hasta un 23 % y potencial generador superior a las 100–200 kg HC/ton de roca.
Uranio: En 1969 fue descubierto un yacimiento de uranio en arenisca, arcilla carbonosa y carbones pérmicos en la Formación Río Bonito, con reservas de aproximadamente 8 000 toneladas de U3El8 el que corresponde cerca del 3 % de las reservas brasileñas. Localizado en el municipio de Figueira, en el estado del Paraná, el descubrimiento de este yacimiento fue el resultado de un levantamiento sistemático de carbones en el sur y sudeste de Brasil.

### Recursos minerales
En toda la extensión de la cuenca existe una gran variedad de materiales que son extraídos para el uso en las industrias de la construcción civil, la cerámica y la transformación, como por ejemplo, ágata, amatista, arenisca, arcillas roja y refractaria, basalto, piedra caliza, cobre, caolín, pizarra, oro, rocas ornamentales y varvito (en la forma de lajas). El mayor yacimiento de amatista del mundo se encuentra en la ciudad de Ametista do Sul, en Rio Grande do Sul, llamada la "Capital Mundial de la Amatista". Cerca del 75% de la economía municipal se basa en la minería, procesamiento y comercio de piedras semipreciosas como la Amatista, Ágata y Topacio entre otros La región del Río Tibagi, en el Estado de Paraná, constituye la segunda provincia diamantífera más antigua de Brasil, desde 1754, y su producción es oriunda de aluviones y terrazas antiguas. Estos depósitos diamantíferos fueron certificados por el Proceso de Kimberley.

## Sitios geoturísticos

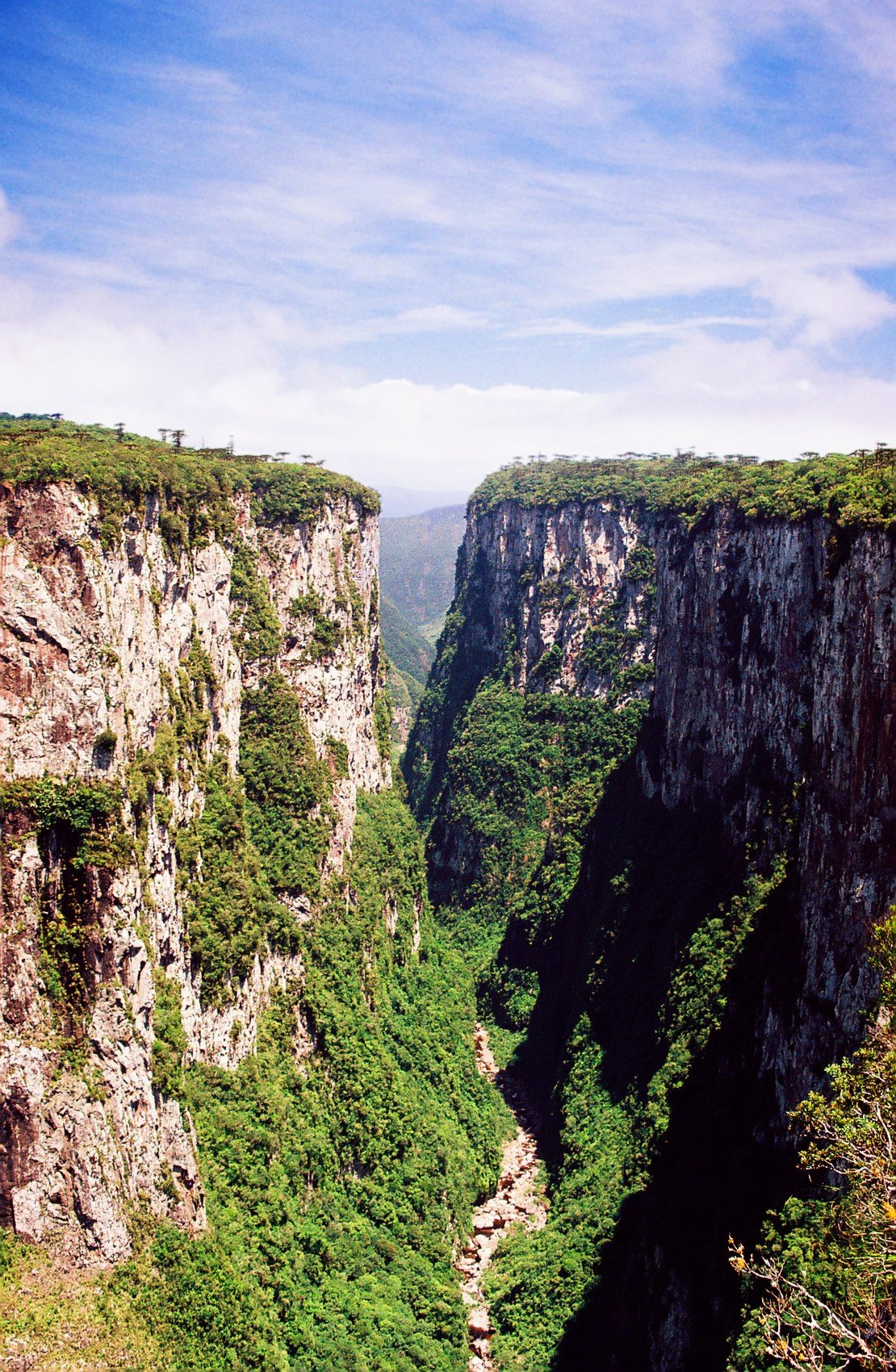
Afloramiento de basalto de la Formación Sierra Geral en el Cañón del Itaimbezinho.

La evolución de la Cuenca del Paraná y el posterior levantamiento del borde este de la misma, asociada a la abertura del Atlántico sur y a la formación de la Sierra del Mar creó, a través de erosión, la aparición de incontables e impresionantes formaciones geológicas que constituyen un patrimonio natural de valor inestimable. Los sitios geológicos existentes en la Cuenca del Paraná, en su mayoría fueron definidos por la Comisión Brasileña de Sitios Geológicos y Paleobiológicos:

### Sitios geomorfológicos
Cañones de los parques nacionales Aparados da Serra y Serra Geral: estos cañones son formaciones geomorfológicas notables, creadas por el corte abrupto de la meseta formado por rocas volcánicas de la Formación Sierra Geral y cuya estructuración geológica posibilitó la formación de paredones verticales que, con una extensión aproximada de 250 km, muestran una formidable sucesión de cañones de hasta 900 metros de altura. Los cañones Itaimbezinho y Fortaleza constituyen el paisaje más espectacular de estos parques nacionales. Se sitúan en la Sierra del Mar, en el límite de los estados de Santa Catarina y Rio Grande do Sul;
Cañón Guartelá: el Cañón de Guartelá es un profundo desfiladero fluvial, con notables exposiciones de arenisca devónica. Posee cerca de 30 km de extensión y un desnivel máximo de 450 m. Fue excavado por el Río Iapó que, a través del cañón, vence la Escarpa Devónica, cuesta que separa la Primera y la Segunda Meseta Paranaense. Se encuentra entre los municipios de Castro y Tibagi, en el Estado de Paraná;

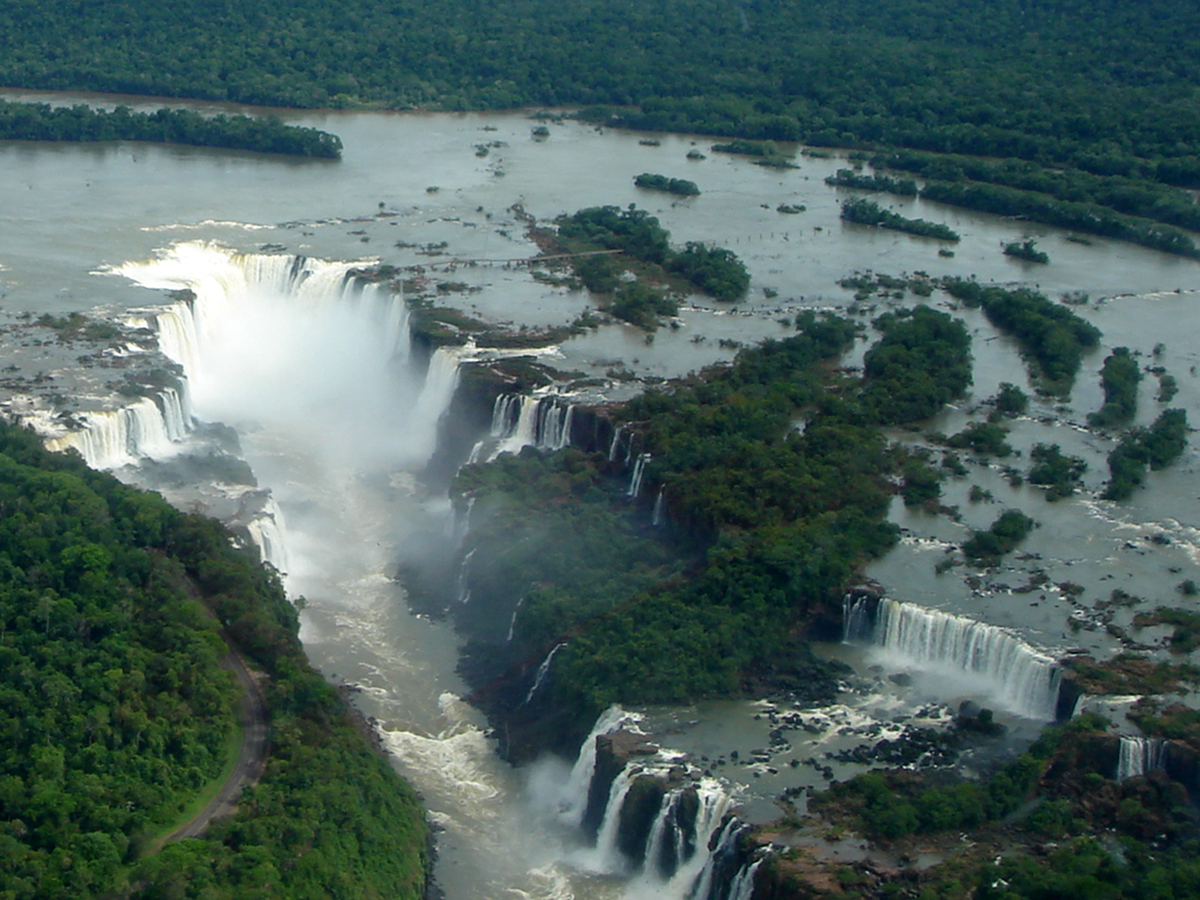
Afloramiento de basaltos de la Formación Sierra Geral en las Cataratas del Iguazú. Los diversos "degradee" muestran la sucesión de derrames volcánicos.

Cataratas del Iguazú: cataratas de fama mundial, se sitúan sobre Argentina, en su límite con Brasil. Fueron preservadas por la UNESCO como Patrimonio Natural de la Humanidad en 1986. Las cataratas se formaron sobre una falla geológica que corta la sucesión de derrames volcánicos basálticos de la Formación Sierra Geral;
Escarpa Estructural Furnas: representa un salto topográfico imponente, con forma de cuesta, en el límite este de la Cuenca del Paraná, separando la primera de la segunda meseta paranaense. Está formada por areniscas devónicas de la Formación Furnas. Se encuentra entre las ciudades de Itapeva, al sur de São Paulo y Campo Largo, en la región central del Paraná. Posee cerca de 260 km de extensión, altitudes de entre 1100 y 1200m y amplitudes altimétricas de 100 a 200m;

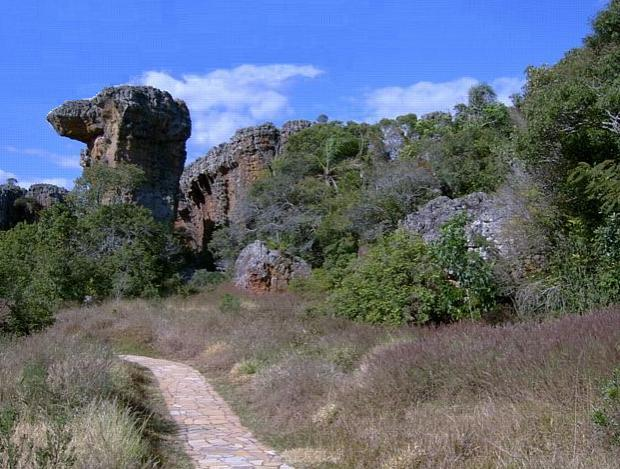
Cabeza de camello: Afloramiento de arenisca en el Parque Estatal de Villa Velha.

Parque Estadual de Vila Velha: el parque se constituye de esculturas naturales impresionantes causadas por la erosión de la arenisca del Grupo Itararé, denominados como Arenisca Villa Velha. Estas esculturas presentan una altura variable de hasta 30m con un fuerte impacto paisajístico, atrayendo visitantes de Brasil y del resto del mundo. Localización: Carretera BR-373, Ponta Grossa, Paraná;
Parque Estatal del Caracol, localizado en Canela, Rio Grande do Sul, tiene como principal atracción la Cascada del Caracol, con 131m de altura y que se abre paso entre rocas basálticas de la Formación Sierra General;
Serra do Rio do Rastro: además de la gran belleza del paisaje, es una columna estratigráfica clásica del antiguo Continente Gondwana en Brasil. Localización: Carretera SC-438, entre los municipios catarinenses de Lauro Müller y Bom Jardim da Serra. En la carretera SC-438 afloran las supersecuencias Gondwana I a III, desde afloramientos del Grupo Itararé al pie de la sierra, en Lauro Müller, hasta los basaltos de la Formación Sierra General, en Bom Jardim da Serra. El trecho de la carretera SC-438 en esta sierra fue denominada Columna White, en homenaje al geólogo Charles White.

### Sitios espeleológicos
Cueva de Buraco do Padre: localizada en la borde este de la Cuenca, a 24 km al este-sudeste de la ciudad de Ponta Grossa, Paraná, es una cueva situada en el entrecruce de fallas y fracturas que cortan la arenisca devoniana de la Formación Furnas y que causaron la erosión subterránea. Es posible acceder al interior de la misma a pie, a través del lecho subterráneo del Río Quebra-Pedra. Dentro del Buraco do Padre existen notables exposiciones de arenisca de la Formación Furnas, con sus típicas estratificaciones cruzadas o plano-paralelas.

### Sitios paleoambientales

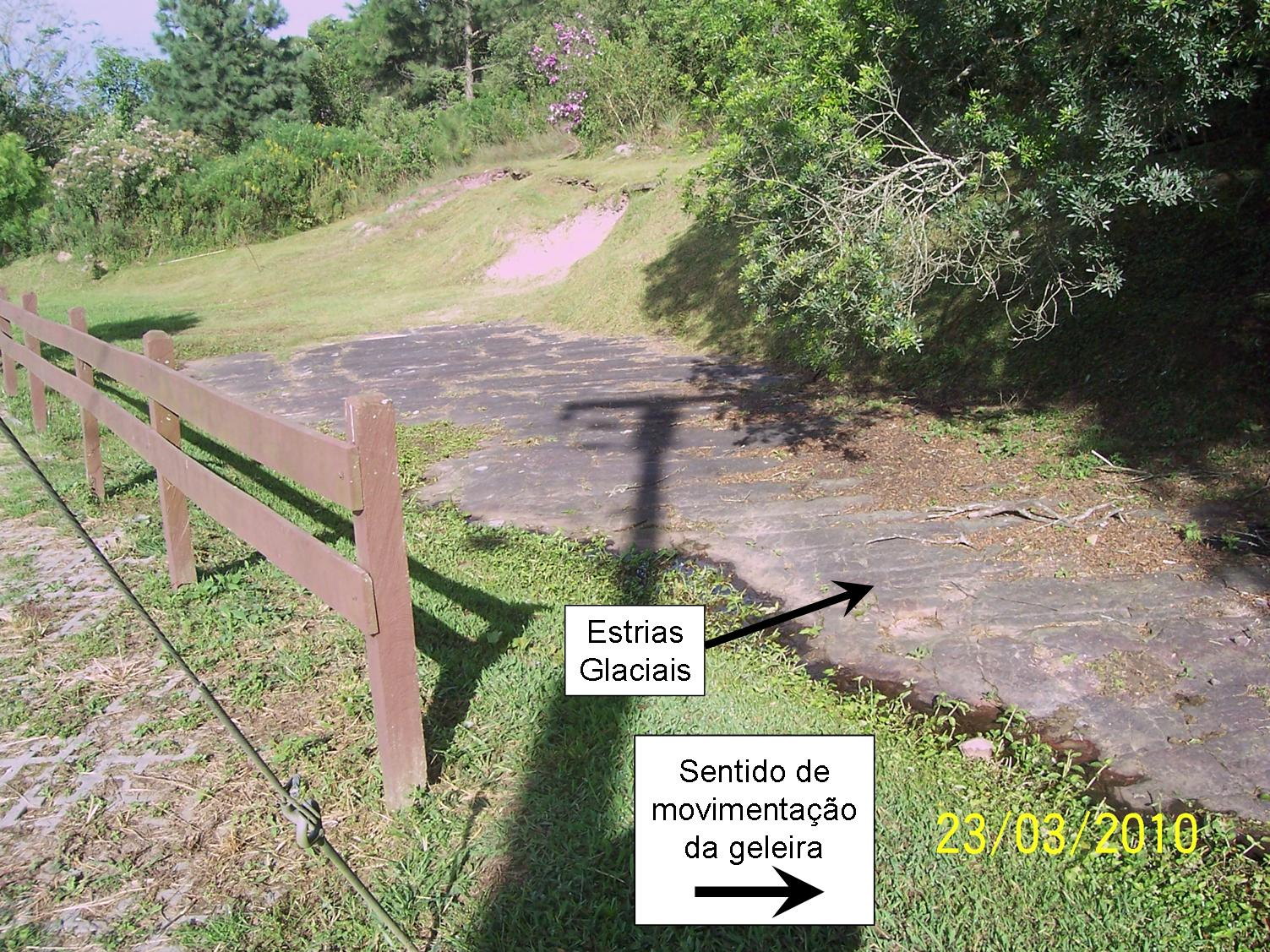
Estrías glaciares de Witmarsum.

Los diversos sitios geológicos de la Cuenca del Paraná son importantes pues registran la gran glaciación que ocurrió del Carbonífero inferior al Pérmico inferior, entre 360 y 270 millones de años atrás, cuando toda la región sur del antiguo Gondwana fue cubierta por espesas capas de hielo.
Estrías glaciares de Witmarsum: es un piso pulido de arenisca con estrías y surcos de extensión métrica, causadas por el movimiento de glaciares. Se encuentra en Colonia Witmarsum, sobre la BR-373, en el municipio de Palmera, Paraná. El afloramiento fue registrado por la Secretaria de Cultura del Paraná;.
Parque del Varvito: Se encuentra en el municipio de Itu, en el Estado de São Paulo y es la mejor exposición de varvas en la Cuenca del Paraná, roca formada sobre cuerpos de agua, como lagos glaciales, por la deposición rítmica de pares de láminas claras, más espesas y arenosas y oscuras, con otras más delgadas y arcillosas. Otra característica sorprendente en el parque son los clastos caídos, visibles en las capas de varvas. Poseen un tamaño y composición diversos y son originarios del deshielo de los icebergs que flotaban sobre los lagos.
Parque Rocha Moutonnée: situado en el municipio de Salto, São Paulo, es el único caso conocido en la Cuenca del Paraná de estructura de abrasión glaciar denominada roca moutonnée. Su descubrimiento, por Marger Gutmans en 1946 fue uno de los puntos más importantes en la comprobación del origen glaciar de las rocas del Grupo Itararé.

### Sitios paleontológicos

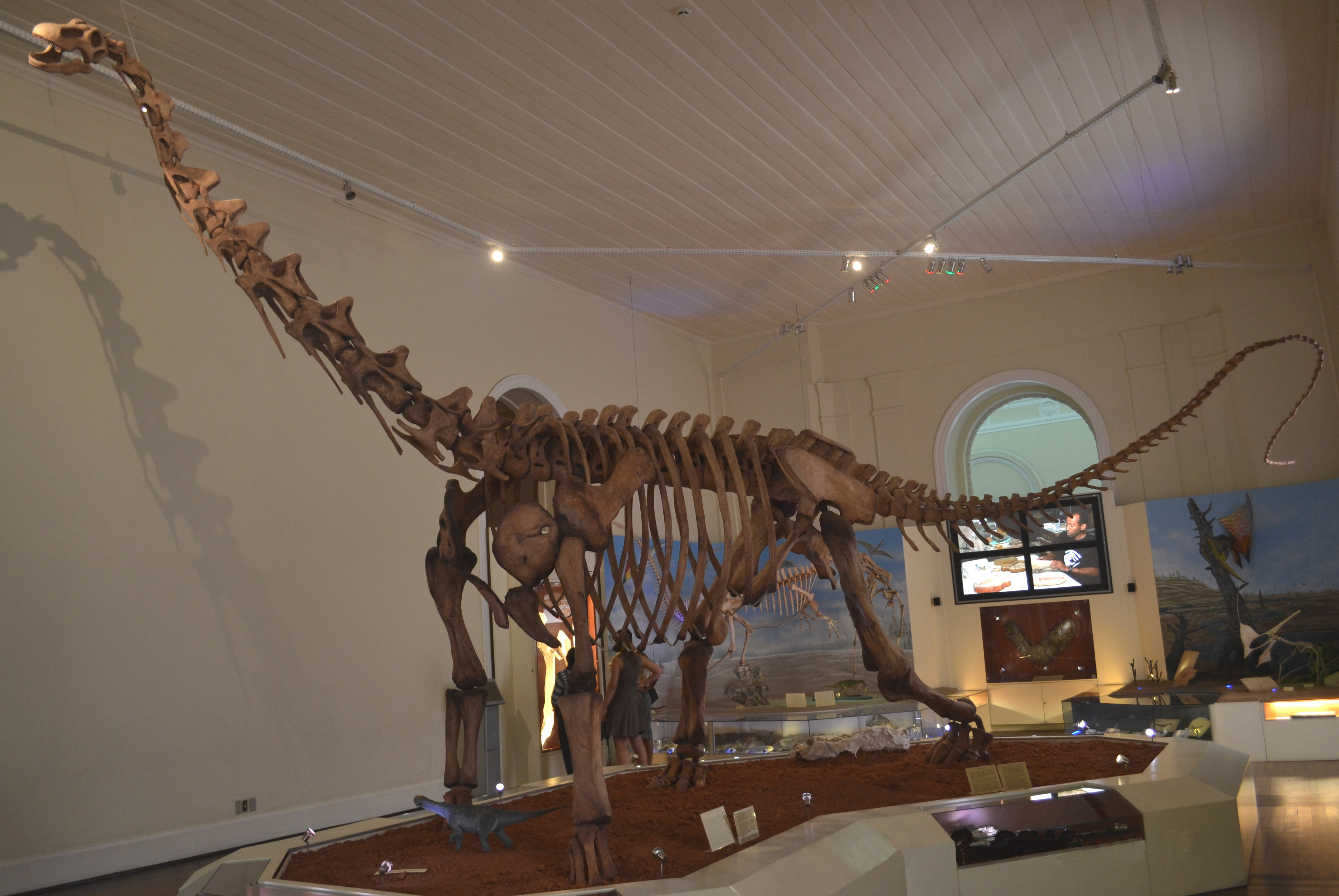
Esqueleto reconstituido del dinosaurio Maxakalisaurus topai, en exposición en el Museo Nacional de Brasil.

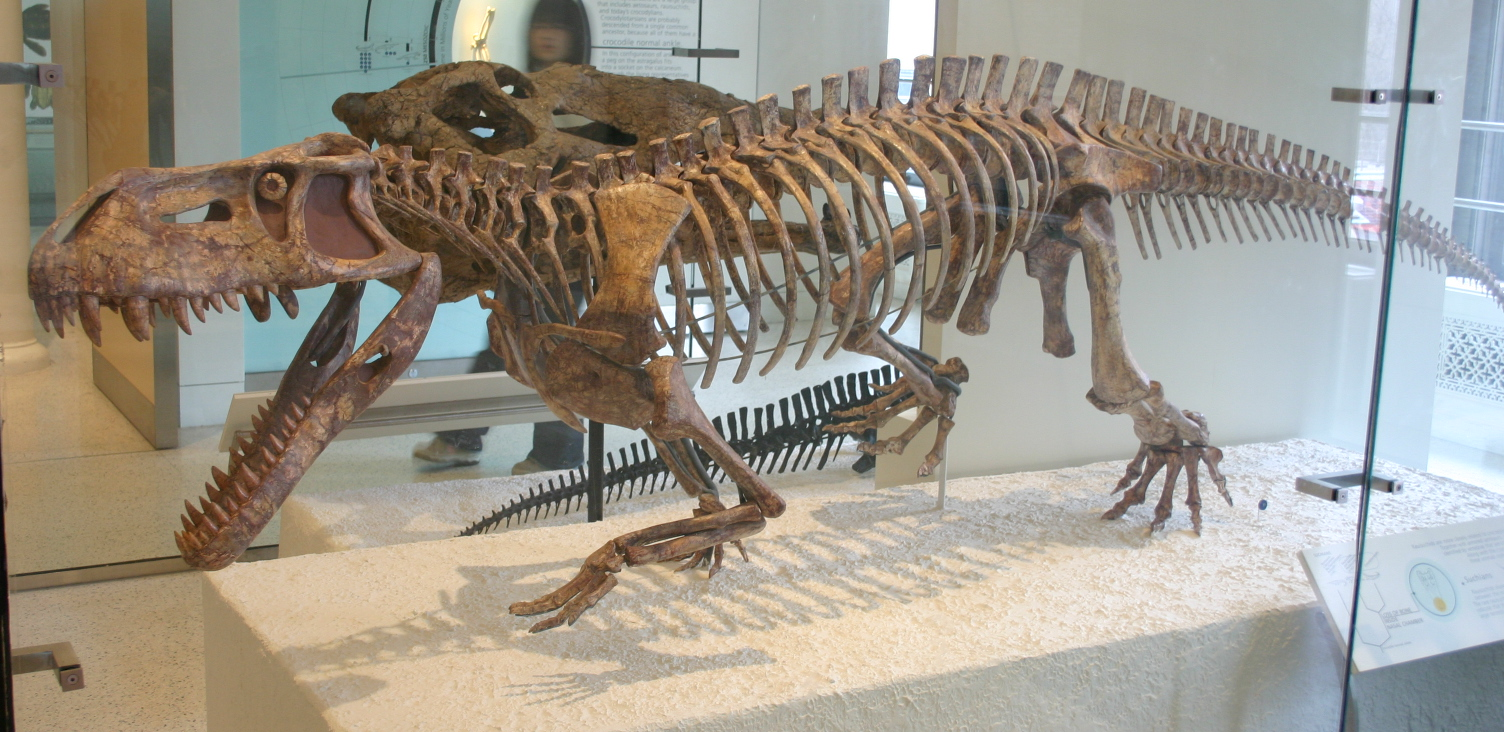
Esqueleto de Prestosuchus chiniquensis, especie extinta de reptil del Triásico de la Cuenca del Paraná.

La identificación de restos fósiles de animales y vegetales en la Cuenca del Paraná tuvo un importante papel para la geología en general y el desarrollo inicial de la Teoría de la Deriva Continental en particular. A continuación se listan los principales sitios fosilíferos de la Cuenca del Paraná:
Afloramiento Bainha, Flora de Glossopteris del Pérmico Inferior: este afloramiento de la Formación Rio Bonito, situado en el municipio de Criciúma, SC, es el sitio paleontológico brasileño más importante del mayor y más conocido género de la extinta orden de samambaias con semillas, conocidas como Glossopteris.
Dinosaurio Maxakalisaurus topai: en la Serra da Boa Vista, localizada en el Triángulo Minero, fueron encontrados fósiles de uno de los mayores dinosaurios descubiertos en Brasil, Maxakalisaurus topai, un saurópodo herbívoro de aproximadamente nueve toneladas y 13 metros de longitud, que vivió hace aproximadamente 80 millones de años. El descubrimiento fue realizado en rocas del Grupo Bauru. Después de una votación popular fue denominado como Dinoprata, en homenaje a la ciudad minera de Prata, en cuyo municipio fue encontrado. Una réplica del esqueleto del dinosaurio se encuentra en exhibición en el Museo Nacional de Brasil, localizado en la Quinta da Boa Vista, Río de Janeiro, y es el primer dinosaurio brasileño de gran porte montado en el país.
Icnofósiles de la Usina Porto Primavera: están constituidos por rastros fósiles (icnofósiles) de dinosaurios y de mamíferos cretácicos. Los rastros existen en areniscas depositadas por dunas eólicas del antiguo desierto Caiuá, de la Formación del Río Paraná (Grupo Caiuá). Este sitio geológico está localizado en el margen izquierdo del río Paraná, después de la represa del Embalse de Porto Primavera, en el municipio de Rosana, en la región del Puntal del Paranapanema, São Paulo;
Mesosauros de la Sierra del Caiapó: este sitio geológico, localizado en Montevideo, Goiás, está compuesto por afloramientos de rocas de la Formación Irati. El sitio se destaca por el registro fosilífero de Mesosaurus pérmicos, y donde se encontraron los fósiles de Brazilosaurus sanpauloensis, un vertebrado importante en la historia de la Deriva Continental;
Sitio Fosilífero de Pirapozinho: está localizado en el municipio de Pirapozinho, São Paulo, en el lecho del ramal desactivado de Dourados de la antigua Vía de Ferrocarril Sorocabana, entre los municipios de Pirapozinho y Presidente Prudente. Es un extraordinario depósito de fósiles de quelonios (tortugas), en rocas del Grupo Baurú, de la edad Cretácea. Además de los fósiles de tortugas, se encuentran fósiles de peces, crustáceos y plantas carófitas;
Sitio Jaguariaíva: el sitio está situado en el municipio de Jaguariaíva, Paraná. Los afloramientos de la Formación Ponta Grossa, localizados en el ramal ferroviario entre las ciudades de Jaguariaíva y Arapoti, son ricos en fósiles de invertebrados marinos devonianos de la Formación Ponta Grossa, de gran importancia paleobiogeográfica. Los principales fósiles encontrados son moluscos, trilobites, crinóides, braquiópodos, Conulata y Tentaculitoidea.
Sitios Paleobotánicos de Arenito Mata: estos sitios son localizados en los municipios gaúchos del Bosque y São Pedro do Sur, en el Estado de Rio Grande do Sul, en la región de la Paleorrota. De edad Triásica, son uno de los «bosques petrificados» más importantes del planeta. Los fósiles se constituyen por fragmentos de pequeño a gran porte de restos de coníferas en areniscas fluviales (depositados por ríos).
Tetrápodos Triásicos de Rio Grande do Sul (Vertebrados fósiles de fama mundial): Los afloramientos donde se encuentran estos fósiles de tetrápodos (con cuatro miembros) están situados en la región central del estado de Rio Grande do Sul, en la llamada región de la Paleorrota, en sedimentos de las formaciones Sanga del Cabral, Santa Maria y Caturrita, todas de edad Triásica.